# かんこう
株式会社かんこう（英: KANKO CO.,LTD.）は、大阪市城東区にある、京阪グループの測量・設計・調査会社。

## 概要
元々は南日本航空という鹿児島と種子島を結ぶ航空事業者だったが、1960年に京阪電気鉄道の子会社となった。
以降は本来の航空業から航空写真測量・それを元に設計へとシフトし、1976年には「関西航測」と社名変更し、さらに調査や京阪の駅構内の機器のメンテナンスまで行い、コンピューターソフトの製作と販売・建築時に纏わる保障コンサルタント業務まで拡大した。1994年、総合建設コンサルタント会社を目指し、「かんこう」に社名変更した。
2005年には、京都市嵐山・渡月橋の側に設置された小型水力発電機の調査設計設置を行っている。

## 沿革
- 1953年（昭和28年）
  - 5月9日 - 航空機使用事業免許取得。
  - 9月22日 - 南日本航空株式会社として設立。
- 1954年（昭和29年）4月28日 - 不定期航空運送事業免許取得。
- 1960年（昭和35年）
  - 8月15日 - 社名を関西航空に改称。このときに京阪電気鉄道の傘下に入る。
  - 12月16日 - 八尾基地開設。
- 1961年（昭和36年）
  - 3月18日 - 大津市中ノ浜埋立地に水上飛行機基地を新設。
  - 8月 - 測量業務を開始。
- 1963年（昭和38年）3月11日 - 航空写真測量の営業を開始。
- 1972年（昭和47年）
  - 8月23日 - 浜大津での観光水上飛行機の運航を休止。
  - 12月23日 - 建設コンサルタント業者登録、設計・調査事業を開業。
- 1976年（昭和51年）10月1日 - 社名を関西航測に改称。
- 1977年（昭和52年）7月14日 - 一級建築士事務所登録。
- 1978年（昭和53年）10月1日 - 設備機器保守事業の営業を開始。
- 1994年（平成6年） 
  - 5月10日 - 株式会社かんこうに改称。
  - 7月26日 - 大舞工業よりソイルエンジニアリングの株式60％を取得。
- 1999年（平成11年）7月 - 設計・計測・計画・電気設計部門 ISO9001認証取得 。
- 2001年（平成15年）
  - 3月23日 - 文化財サービスに出資、設立。
  - 6月30日 - 阪急航空に運行部の営業を譲渡。
- 2009年（平成21年）4月28日 - ソイルエンジニアリング解散。

## 免許・登録
- 測量業者登録 第12-889号
- 建設コンサルタント登録 建19第1364号
  - 河川・砂防及び海岸・海洋、道路、鉄道、森林土木、都市計画及び地方計画、地質、鋼構造及びコンクリート、土質及び基礎。

- 補償コンサルタント登録 補20第2337号
- 一級建築士事務所登録 第ト-6776号
- ISO9001登録 第JMAQA-134号
- 環境大臣指定調査機関 環2003-1-174
- 大阪府知事指定調査機関 大阪府15-1-102